# Лебеді (Котельницький район)
Ле́беді (рос. Лебеди) — присілок у складі Котельницького району Кіровської області, Росія. Входить до складу Вишкільського сільського поселення.
Населення становить 11 осіб (2010, 16 у 2002).
Національний склад станом на 2002 рік — росіяни 87 %.